# Bagno Sirena
Il bagno Sirena era uno storico stabilimento balneare situato a Castiglione della Pescaia. La sua ubicazione era lungo la spiaggia di ponente, non lontano dal molo del porto.
La struttura architettonica venne realizzata alla fine degli anni venti del secolo scorso, venendo inaugurato nel 1929. Lo stabilimento balneare si trovava sul mare ed era collegato alla spiaggia da un pontile in legno, delimitato lateralmente da ringhiere in ferro battuto, che poggiava su pilastri cilindrici le cui fondamenta erano sott'acqua. Il pontile culminava con un'ampia terrazza di forma rettangolare, poggiante anch'essa su pilastri portanti identici a quelli dello stesso pontile. Sulla terrazza si trovava il fabbricato ad unico livello che si articolava con una pianta a C, con il lato aperto panoramico rivolto verso il mare aperto. La struttura era un'ambita meta turistica per i villeggianti dell'epoca e rappresentava di fatto gli albori del turismo balneare della cittadina.
Tuttavia, nel 1936 una violenta mareggiata distrusse irreparabilmente sia lo stabilimento balneare che il pontile. La struttura architettonica non venne più ricostruita, pur rimanendo nella memoria grazie a numerose fotografie e cartoline dell'epoca, ove costituiva uno dei punti di riferimento dell'abitato moderno di Castiglione della Pescaia.